# Castellas de Montoulieu
Le castellas de Montoulieu est une forteresse médiévale en ruines située en haut d'une colline sur la commune du même nom.

## Histoire
Entre le XIIe et le XIIIe, le Castellas était le cœur d'un village castral typique méditerranéen. L'apparition du castrum dans les textes est datée, au travers des mentions du château en 1178 et du village en 1292. Les seigneurs originaires du site (le famille « de Montoulieu») partagent le pouvoir avec les seigneurs de Laroque ou de Ganges, mais aussi avec des aristocrates, des damoiseaux originaires de manses (exploitation agricole) disséminés dans la vallée de l'Alzon.
Dans l'ensemble, ces bâtiments se sont vraisemblablement établis entre 1150 et 1250 avant d'être déserté pour servir de simple lieu de stockage.
Le castellas de Montoulieu fait l'objet d'une inscription au titre des Monuments historiques depuis février 2025.

## Architecture
Au sommet du site se trouve le noyau castral avec sa tour, aula, courtines, annexes. Le deuxième ensemble se caractérise par une extension villageoise resserrée à proximité de l'ensemble castral et limitée par une fortification encore nettement perceptible en élévation.
Des portes et des rues permettaient à l'intérieur d'alimenter les points les plus importants : château, chapelle. Un troisième ensemble, qui est le faubourg, se situe au-delà de la muraille.